# 루스씨
루스 씨(留守氏)는 일본의 씨족이다. 후지와라씨의 후손으로서 에도 시대에는 미즈사와 다테 씨(水沢伊達氏)로 불렸다.

## 에도 시대
1629년, 다테 마사무네의 종형제인 루스 무네토시가 미즈사와 성의 성주가 되었다. 무네토시는 아버지 루스 마사카게와 함께 다테 성씨를 쓸 수 있었기 때문에, 마사카게, 무네토시의 루스 가문 계열을 미즈사와 다테 가문이라고 한다. 당시에는 1만 석을 보유하고 있었으나, 개간 등으로 6천 석을 추가하였다. 다테 무라토가 당주이던 때는 5천 석이 증가되었으나, 무라토가 무라요시로 개명하고 미즈사와 번주가 되면서 당주 계통이 종가 이외의 가계로 이어졌고 고쿠다카는 다시 1만 6천 석으로 돌아왔다. 미즈사와 번이 미즈사와 성에서 나카쓰야마로 거점을 옮기고는 4년 만에 철폐되자, 미즈사와 다테 가문의 미즈사와 영지가 미즈사와번이라는 속칭을 갖게 되었다. 이 미즈사와 번 영내에서 배출된 유명한 인물로는 의사이자 난학자인 다카노 조에이, 관료이자 정치가인 고토 신페이, 군인이자 정치가인 사이토 마코토가 있다. 미즈사와 다테 가문의 1만 6천 석 영지는 메이지 유신 때까지 지속되었고, 마지막 당주 다테 구니야스는 가문을 인솔하여 홋카이도 삿포로 히라기시 촌(平岸村)에 이주하였다.

## 역대 당주
1. 다테 마사카게(伊達政景, 루스 마사카게)
2. 다테 무네토시(伊達宗利, 루스 무네토시)
3. 다테 무네나오(伊達宗直)
4. 다테 무네카게(伊達宗景)
5. 다테 무라토(伊達村任, 다테 무라요리)
6. 다테 무라카게(伊達村景)
7. 다테 무라토시(伊達村利)
8. 다테 무라노리(伊達村儀)
9. 다테 무라요시(伊達村善)
10. 다테 무라야스(伊達村福)
11. 다테 무네히라(伊達宗衡)
12. 다테 구니나가(伊達邦命)
13. 다테 구니야스(伊達邦寧)